# Le Pavé de Roubaix 2017
De vijftiende editie van de wielerwedstrijd Le Pavé de Roubaix werd gehouden op 9 april 2017. De start was in Saint-Amand-les-Eaux, de finish in Roubaix. De wedstrijd maakte deel uit van de UCI Juniors Nations' Cup 2017, in de categorie 1.Ncup. De Brit Tom Pidcock volgde de Nederlander Jarno Mobach op als winnaar.

## Uitslag
| Plaats  | Naam                      | Tijd     |
| ------- | ------------------------- | -------- |
| Winnaar | Tom Pidcock               | 2u46'50" |
| 2       | Daan Hoole                | + 4"     |
| 3       | Mathias Larsen            | z.t.     |
| 4       | Sébastien Grignard        | z.t.     |
| 5       | Jonas Iversby Hvideberg   | + 7"     |
| 6       | Florentin Lecamus-Lambert | z.t.     |
| 7       | Richard Holec             | + 24"    |
| 8       | Fabio Mazzucco            | z.t.     |
| 9       | Ward Vanhoof              | z.t.     |
| 10      | Maikel Zijlaard           | + 43"    |
| 11      | Søren Wærenskjold         | + 1'48"  |
| 12      | Joe Nally                 | z.t.     |
| 13      | Michele Gazzoli           | z.t.     |
| 14      | Alfred Wright             | z.t.     |
| 15      | Filippo Magli             | z.t.     |
| 16      | Olav Hjemsæter            | z.t.     |
| 17      | Arne Marit                | z.t.     |
| 18      | Vito Braet                | z.t.     |
| 19      | Luca De Meester           | z.t.     |
| 20      | Aljaž Jarc                | z.t.     |

2003 · 2004 · 2005 · 2006 · 2007 · 2008 · 2009 · 2010 · 2011 · 2012 · 2013 · 2014 · 2015 · 2016 · 2017 · 2018 · 2019 · 2020 · 2021 · 2022 · 2023 · 2024